# 비 마이 레이디
《비 마이 레이디》(영어: Be My Lady)는 2016년 방영된 필리핀의 드라마이다.